# Grace Coddington
Pour les articles homonymes, voir Coddington.
Grace Coddington, née en 1941 à Anglesey, est une mannequin et directrice artistique galloise. Elle est la directrice artistique du magazine Vogue américain jusque début 2016. Elle est plus particulièrement reconnaissable à sa chevelure rousse. Elle est alors considérée comme la seconde femme la plus influente de la mode après Anna Wintour.

## Biographie
Grace Coddington est née de parents hôteliers sur l'île d'Anglesey au large du Pays de Galles, et est élevée dans un couvent catholique. Le week-end, elle aide ses parents à l'hôtel familial. À onze ans, son père meurt. Son intérêt pour la mode commence à son adolescence où, déjà, elle lit le Vogue britannique. Grace Coddington quitte son île pour une école de mannequinat à Londres. Elle travaille dans un café, et sur les conseils d'un client, débute comme mannequin en Angleterre en faisant un essai avec Norman Parkinson ; elle pose alors entre autres pour le coiffeur Vidal Sassoon, ainsi que Mary Quant. Alors que son agent la trouvait trop grosse, elle gagne un concours de mannequins pour British Vogue. Quelques années plus tard, elle fera la couverture de ce magazine et se voit photographiée par Antony Armstrong-Jones. Alors âgée de 26 ans, elle a un accident de voiture qui l'oblige à subir cinq opérations. Grace Coddington décide d'abandonner sa carrière de mannequin. Elle se marie avec Michael Chow, le fondateur des restaurants chinois Mr. Chow (en), puis divorce.

### Vogueanglais
Elle commence sa carrière journalistique comme éditrice junior pour ce même Vogue britannique avec Beatrix Miller. Elle apprend le métier avec le photographe Norman Parkinson et y imposera son style photographique devenu sa signature. De temps en temps, volontairement, elle apparait dans les séries de photos dont elle a la responsabilité, en figuration. Grace Coddington se souvient qu'à cette période, l'édition anglaise était réalisé de façon bien plus amateur que son expérience ultérieure dans la version américaine. Elle se marie une seconde fois, puis divorce de nouveau, au bout de quatre ans. Elle rencontre alors le coiffeur Didier Malige (en) avec qui elle vit encore de nos jours.

### Vogueaméricain
Après un passage comme « responsable image » chez Calvin Klein à New York, c'est en juillet 1988 qu'elle rejoint Anna Wintour de l'édition américaine de Vogue, à sa demande : elles débutent toutes deux la même année. Grace Coddington entre comme styliste, « directrice de la rubrique mode » pour évoluer à partir de 1995 jusqu'à « directrice de la création », poste jusque là occupé par André Leon Talley. Elle y fait travailler ses photographes attitrés, Steven Meisel, Bruce Weber qu'elle lance, Herb Ritts, Ellen von Unwerth ou Arthur Elgort conservant la réputation de toujours bien s'entendre avec l'ensemble. Elle développe les séquences de style propres à l'image du magazine durant cette époque. Certaines de ces images entrent dans l'histoire de la mode, telles The Great Plain (1993), The Total Lady (2003) de Steven Klein où un robot se mélange aux mannequins, ou encore celle nommée Alice au pays des merveilles avec Natalia Vodianova,. Certains créateurs vont jusqu'à fabriquer des vêtements spécifiquement pour ses séries de photos qu'elle réalise avec les plus grands photographes tels que Helmut Newton, Mario Testino, ou Annie Leibovitz. Quant à son rôle au sein de Vogue, le précise qu'elle n'est « pas une artiste », elle est « une des personnes d'une équipe qui aide les photographes. C'est la différence entre l'art et la photographie de mode ».

### Reconnaissance
Pourtant figure centrale dans le domaine de la mode, elle est peu connue publiquement même si elle peut assister jusqu'à 500 défilés chaque année. Mais elle devient un personnage central du documentaire The September Issue où elle est montrée comme étant la seule personne à répondre à la puissante Anna Wintour, avec qui elle travaillait déjà, au moment du tournage, depuis deux décennies. Pourtant, au départ, elle refuse de participer à ce tournage, avant de changer d'avis.
De nos jours, elle est reconnue par ses pairs comme l'égal de Wintour dans l'apport qu'elles ont toutes deux donné à la version américaine, citées respectivement comme « le cœur et le cerveau » du magazine ; même si leur style les oppose, elles sont profondément complémentaires. Elle est considérée comme la deuxième femme la plus influente dans le monde de la mode après Anna Wintour, à la fois « la plus expérimenté, la plus savante et la plus novatrice. »
Grace Coddington est à l'origine de la couverture controversée de 2014 avec les époux Kanye West et Kim Kardashian. Elle quitte son poste de directrice artistique du Vogue américain début 2016 pour se consacrer à d'autres projets et prendre une relative retraite dans Les Hamptons. Vouant une passion pour les chats depuis plusieurs décennies, ces animaux deviennent très présents dans son travail : « je suis obsédée par les chats, à un point que ça peut devenir ennuyeux » précise-t-elle. Elle signe un parfum à son nom sous la marque Comme des Garçons, réalise une collection capsule pour Louis Vuitton fin 2018 à la demande de Nicolas Ghesquière et anime un talk-show sur la chaine M2M. En parallèle, elle supervise quatre séries de photo par an pour le Vogue anglais d'Edward Enninful.

## Culture populaire
Dans la saison 3 de la série d'anthologie American Horror Story, l'actrice américaine Frances Conroy interprète l'iconique Myrtle Snow. La chevelure rousse du personnage, de même que sa passion pour la mode, sont considérées par plusieurs comme un hommage à l'ex-mannequin Grace Coddington.

### Sources
- Charlotte Brunel, « Grace, bête de mode », L'Express Dix, no supplément à L'Express n° 3515,‎ 14 novembre 2018, p. 94 à 97.
- Norberto Angeletti, Alberto Oliva et al. (trad. de l'anglais par Dominique Letellier, Alice Pétillot), En Vogue : L'histoire illustrée du plus célèbre magazine de mode, Paris, White Star, juin 2007, 410 p. (ISBN 978-88-6112-059-4, présentation en ligne), p. 256 et sv.